# Syarinus obscurus
Syarinus obscurus es una especie de arácnido del orden Pseudoscorpionida de la familia Syarinidae.

## Distribución geográfica
Se encuentra en el oeste de Estados Unidos y en  Saskatchewan en Canadá.